# Verunić
Verunić je manjše naselje na Dugem otoku (Hrvaška), ki upravno spada pod občino Sali Zadrske županije.

## Geografija
Verunić, tudi Verona, je manjše naselje na severozahodnem delu otoka. Naselje leži na obali zaliva Čuna nasproti Velega Rata. Z lokalno cesto je povezan z bližnjimi naselji Soline, Velim Ratom in Božavo. V bližini je najlepša »divja plaža« Saharun.

## Prebivalstvo
V naselju Verunić stalno živi 57 prebivalcev (popis 2001).
| Pregled števila prebivalcev po letih | Pregled števila prebivalcev po letih | Pregled števila prebivalcev po letih | Pregled števila prebivalcev po letih | Pregled števila prebivalcev po letih | Pregled števila prebivalcev po letih | Pregled števila prebivalcev po letih | Pregled števila prebivalcev po letih | Pregled števila prebivalcev po letih | Pregled števila prebivalcev po letih | Pregled števila prebivalcev po letih | Pregled števila prebivalcev po letih | Pregled števila prebivalcev po letih | Pregled števila prebivalcev po letih | Pregled števila prebivalcev po letih |
| ------------------------------------ | ------------------------------------ | ------------------------------------ | ------------------------------------ | ------------------------------------ | ------------------------------------ | ------------------------------------ | ------------------------------------ | ------------------------------------ | ------------------------------------ | ------------------------------------ | ------------------------------------ | ------------------------------------ | ------------------------------------ | ------------------------------------ |
| 1857                                 | 1869                                 | 1880                                 | 1890                                 | 1900                                 | 1910                                 | 1921                                 | 1931                                 | 1948                                 | 1953                                 | 1961                                 | 1971                                 | 1981                                 | 1991                                 | 2001                                 |
| 0                                    | 0                                    | 77                                   | 49                                   | 61                                   | 48                                   | 0                                    | 103                                  | 99                                   | 105                                  | 97                                   | 80                                   | 0                                    | 0                                    | 57                                   |

## Gospodarstvo
Prebivalci se ukvarjajo s turizmom, ribolovom, pridelavo oljk in čebelarstvom. V kraju sta registrirana dva gospodarska subjekta: Apartmaji Gorgonia in Api-Commerce, podjetje za predelavo medu.

## Zgodovina
V naselju stoji baročna cerkev Gospa od Karmena, postavljena 1697.